# ゲーム必勝ガイド
『ゲーム必勝ガイド』（ゲームひっしょうガイド）は、かつて白夜書房が発行していたアーケードゲーム中心のゲーム雑誌。パチンコ必勝ガイドの増刊として1993年11月に創刊した。
当時の流行もあり、取り扱うゲームのほとんどが格闘ゲームで、残りはSTG、レースゲーム、脱衣麻雀程度であった。一時期は傾向を同じくする新声社が発行していた『ゲーメスト』に対抗し得る存在だったが、1995年1月発売の16号をもって休刊となった。

## 主なコーナー

### 鬼谷会
日生京三（会長）とATR-LTD（副長、イラストレーター、『セガガガ』などに参加）が主宰するゲーム評論サークルで、当時コミケなどで活動していたが、ゲーム必勝ガイド編集部の李龍一（ペンネームは「DragonLEE」、後に『月刊アルカディア』編集部に移籍）からスカウトされ、雑誌にコーナーを持っていた。
「超硬派理論集団」と称してゲーム雑誌に珍しく、電磁波の有害性を取り上げてみたり、『提督の決断』を非難して、『マイコンBASICマガジン(ベーマガ)』に挑戦状を叩きつけるなどしたが無視された。

### コテコテJAPAN
本誌には「コテコテJAPAN」（もしくは「コテコテJAPON」）というコーナーがあり、21世紀初頭現在萌え絵と呼ばれている絵の傾向を、半ばからかうような半ば本気のような書き方で研究していた。このコーナーの中では主に頬に描かれる線を「コテ線」と定義している。また、「俺のコテコテ魂が熱く萌えるぜ」という表記があり、かなり初期の段階で「萌え」という言葉を自覚的に使った印刷物だった（萌えの字の下には誤字との注釈もあった）。
作者はホルスタインモモコ。当時女子高生で、大学受験のため3回で連載を終了した。

### 連載漫画
vol.6より東亜プランのグラフィッカーをしていた井上淳哉による『BATSUGUN』の漫画が連載されたが、『ゲーム必勝ガイド』がvol.8で休刊したことにより未完となった。井上は李龍一ら『ゲーム必勝ガイド』のメンバーとともに『シューティング必勝ガイド』という同人誌を制作し、そちらで漫画の続きを執筆したが、未完となった。2017年に単行本が刊行され、それに合わせて漫画の続きが描かれ、完結した。